# No More Lies
 No More Lies – Dance of Death Souvenir EP  е ЕР на британската хевиметъл група Iron Maiden. Издаден е в знак на благодарност към феновете и излиза в специална опаковка заедно с лента за глава. Освен студийната версия на „No More Lies“ (от албума от 2003 „Dance of Death“) включени са също и две алтернативни версии на парчета от „Dance of Death“ – „Paschendale“ изпълнена заедно с оркестър и електрическа версия на „Journeyman“ (оригиалът е изпълняван на акустична китара). Записът включва и скрито бонус парче, версия на „Age of Innocence“, на което барабаниста Нико Макбрейн се опитва да пее.

## Състав
- Брус Дикинсън – вокал
- Дейв Мъри – китара
- Яник Герс – китара
- Ейдриън Смит – китара, беквокали
- Стив Харис – бас, беквокали
- Нико Макбрейн – барабани, вокали на "Age of Innocence... How Old?